# ميكا أنتيلا
ميكا أنتيلا (بالفنلندية: Miikka Anttila) مواليد 10 سبتمبر 1972، هو سائق راليات فنلندي بدأ مسيرته في سنة 1999. كان أول رالي له هو رالي فنلندا 1999. فاز بـ 12 سباق رالي. صعد على المنصة 47 مرة خلال مسيرته.

## سجل الفوز
| الرقم | الحدث          | الموسم                          |
| ----- | -------------- | ------------------------------- |
| 1     | رالي السويد    | بطولة العالم للراليات موسم 2008 |
| 2     | رالي سردينيا   | بطولة العالم للراليات موسم 2009 |
| 3     | رالي نيوزيلندا | بطولة العالم للراليات موسم 2010 |
| 4     | رالي فنلندا    | بطولة العالم للراليات موسم 2010 |
| 5     | رالي ويلز      | بطولة العالم للراليات موسم 2011 |
| 6     | رالي السويد    | بطولة العالم للراليات موسم 2012 |
| 7     | رالي ويلز      | بطولة العالم للراليات موسم 2012 |
| 8     | رالي أكروبوليس | بطولة العالم للراليات موسم 2013 |
| 9     | رالي السويد    | بطولة العالم للراليات موسم 2014 |
| 10    | رالي الأرجنتين | بطولة العالم للراليات موسم 2014 |
| 11    | رالي فنلندا    | بطولة العالم للراليات موسم 2014 |
| 12    | رالي فرنسا     | بطولة العالم للراليات موسم 2014 |
| 13    | رالي البرتغال  | بطولة العالم للراليات موسم 2015 |
| 14    | رالي فنلندا    | بطولة العالم للراليات موسم 2015 |

## فرق مثلها
- فريق فورد للراليات

## روابط خارجية
- ميكا أنتيلا على موقع Rallye-info.com (الإنجليزية)